# Национальная космическая компания
Национальная космическая компания — частная российская космическая компания, занимающаяся производством ракет-носителей лёгкого и сверхлёгкого класса, спутников и микроспутников, разработкой двигателей для ракет-носителей и космических аппаратов.
Офис и сборочное производство расположены в Красноярске. 

## История
В сентябре 2019 года компания приняла участие в Международном авиационно-космическом салоне в Жуковский с презентацией ракеты-носителя «Сибирь» (в рамках презентации проект назывался РН «Адлер»): была представлена двухступенчатая ракета-носитель легкого класса, предназначенная для выведения на низкую околоземную орбиту и солнечно-синхронную орбиту полезных грузов массой до 1000 кг. Ракета предназначена для выведения спутников дистанционного зондирования, спутников связи, метеоспутников и других аппаратов предпочтительно микро и нано размеров. 
Для первой ступени используется серийный двигатель РД-108А (который также применяется на центральном блоке РН «Союз») и для второй ступени двигатель на базе рулевой камеры РД-108 с применением углепластикового соплового насадка, а также вместо классического турбонасосного агрегата используется электронасосный агрегат собственной разработки. Для экономии сборка носителя планируется на гражданском промышленном предприятии.
В июне 2020 года на полигоне в Кировской области проведен тестовый запуск прототипа суборбитальной ракеты «Вятка». Ракета взлетела на высоту 15 км, скорость 2500 км/ч. В ходе испытаний протестированы бортовые системы телеметрии, система разделения ступеней, система спасения и поиска.. 
В августе 2020 завершены испытания ракетного двигателя для второй ступени РН «Сибирь». Двигатель представляет собой монолитное изделие, выращенное на 3D-принтере с помощью послойного точечного спекания металлического порошка INCONEL 718. Рубашка охлаждения имеет закрытую конструкцию с циркуляционной подачей охлаждающей жидкости. В качестве компонента горючего газа применили метан.

## Финансирование
Компания финансируется на средства частных российских инвесторов. Бюджет развития на 2020-2024 составил 100 млн долл.
Стоимость проекта по созданию ракеты-носителя «Сибирь» оценивается в $60 млн, который компания планирует реализовать за счет частных инвестиций. По заверениям руководства НКК себестоимость одного пуска 5,83 млн долл., а окупаемость проекта ракеты-носителя составит 2,5 года. 
Проект реализуется совместно с компанией «Лин Индастриал», являющейся резидентом иннограда «Сколково».

## Приостановление деятельности
В мае 2022 году основатель и генеральный диктор Куликов Максим Николаевич был задержан полицией по обвинению в мошенничестве в связи с деятельностью кредитного кооператива «Совет», с суммой хищения 340 млн рублей. В марте 2022 года на основании непредоставления налоговой декларации приостановлены операции по счетам  «Национальной космической компании» .